# Schneeberg (Alpes)
Pour les articles homonymes, voir Schneeberg.
Le Schneeberg est une montagne des Alpes, culminant à 2 076 m d'altitude au Klosterwappen, ce qui en fait le plus haut sommet du Land de Basse-Autriche. L'autre sommet important est le Kaiserstein (2 067 m), constituant le plus oriental des sommets de plus de 2 000 mètres d'altitude des Alpes.
Depuis 1897, le haut plateau du Schneeberg est desservi par un chemin de fer à crémaillère à partir de Puchberg am Schneeberg.
Le Rax (Styrie) se situe 13 km au sud-ouest.

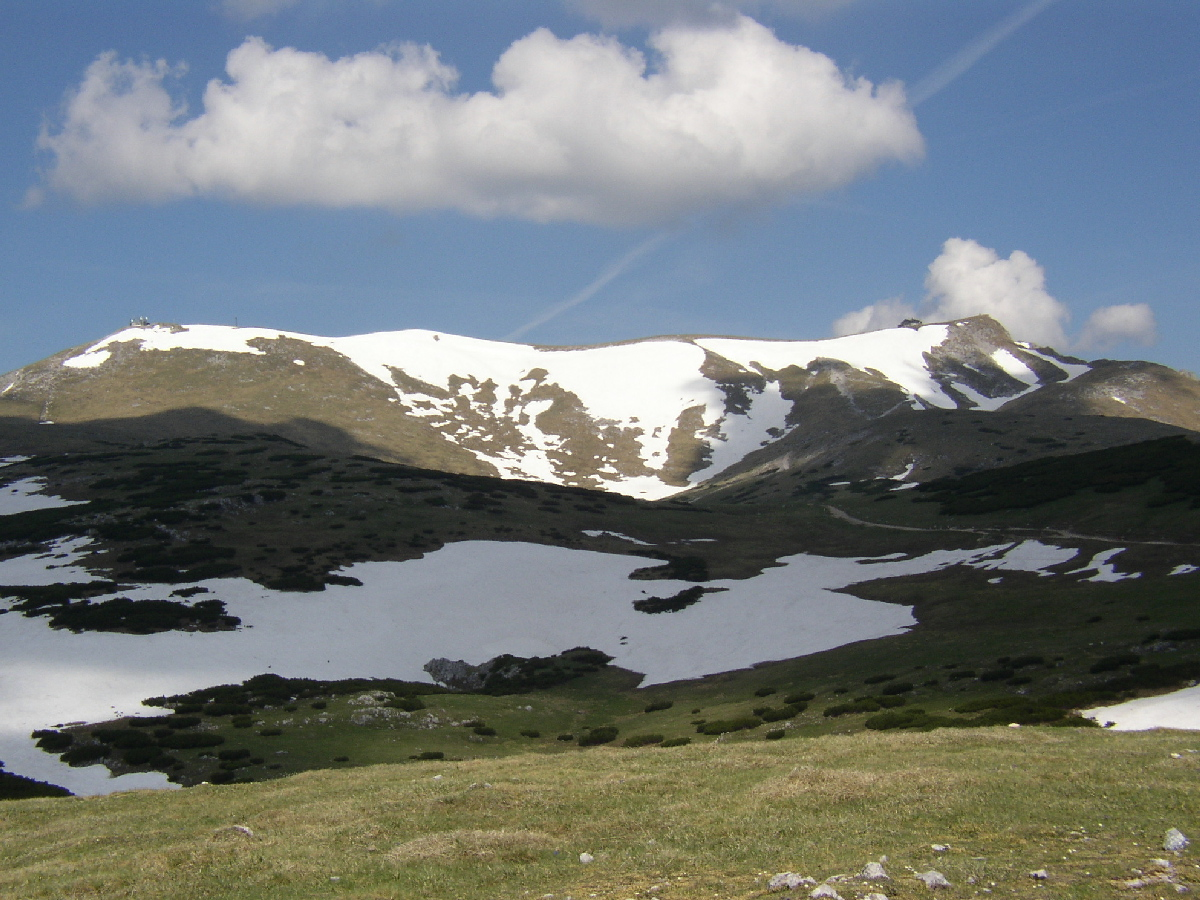
Le Klosterwappen (à gauche) et le Kaiserstein (à droite).